# Suchowiej
Suchowiej – gorący i suchy wiatr południowy, południowo-wschodni lub wschodni; wiejący latem w europejskiej części Rosji, na stepach Ukrainy i w Kazachstanie; jego prędkość dochodzi do 20 m/s. Suchowiej powoduje wzrost temperatury do 35–40 °C i spadek wilgotności względnej do 10–15%.